# Cujam
Cujam eller Epsilon Herculis (ε Herculis, förkortat Epsilon Her, ε Her) som är stjärnans Bayerbeteckning, är belägen i mitten av stjärnbilden Herkules. Den har en skenbar magnitud på 3,91 och är synlig för blotta ögat. Baserat på parallaxmätningar inom Hipparcosuppdraget beräknas den befinna sig på ett avstånd av ca 155 ljusår (47,5 parsek) från solen.

## Egenskaper
Cujam är en huvudseriestjärna av spektralklass A0V. Den är en blå dvärgstjärna och har en effektiv temperatur på ca 10 200 K, och utsänder från sitt ytterskikt ca 24 gånger mer energi än solen.